# Лей, Джеймс, 1-й граф Мальборо
Дже́ймс Лей, 1-й граф Ма́льборо (англ. James Ley, 1st Earl of Marlborough; ок. 1552 — 1629) — английский дворянин и политический деятель, лорд-казначей (1624—1628), граф Мальборо (1626—1629).

## Биография
Джеймс Лей был младшим сыном землевладельца Генри Лея и его супруги Дионисии Сент-Мор, дочери Уолтера Сент-Мора, его старшим братом был Мэттью Лей, землевладелец и член парламента. Джеймс получил образование в Брасенос-колледже, колледже Оксфордского университета, который закончил в степени бакалавра.
После окончания колледжа был принят в Линкольнс-Инн, а после его окончания работал в коллегии адвокатов. Джеймс Лей был членом парламента четырёх созывов, судьёй округа Кармартен, а в декабре 1603 года король Яков I посвятил его в рыцари. В том же месяце он был отправлен в Ирландию, где занял должность лорда-главного судьи Ирландии, в качестве которого он пробыл до 1608 года.
Затем Лей вернулся в Англию и продолжал занимать разные должности, среди которых были лорд главный судья (1621–1625), лорд-казначей (1624—1628) и лорд-председатель Совета (1628). При этом Лей продолжал оказывать своё влияние на дела в Ирландии, в том числе он собирал книги, среди которых были молитвы на ирландском языке и труды по ирландской истории, которые были затем опубликованы.
В 1624 году был возведён в пэры и получил титул барона Лей, а в феврале 1626 года ему был пожалован титул граф Мальборо. В 1628 году Лей ушёл в отставку со своих должностей и удалился в своё поместье, в котором скончался в марте 1629 года.

## Семья
Первой супругой Джеймса Лея была Мэри Петти, дочь Джона Петти и Элизабет Сэвидж. У супругов было 11 детей (3 сына и 8 дочерей), среди них были:
- Генри Лей[англ.] (3 декабря 1595 — 1 апреля 1638), 2-й граф Мальборо (1629—1638);
- Эстер Лей[англ.] (1605 — 1678), поэтесса и писательница;
- Уильям Лей (1612 — 1679), 4-й граф Мальборо (1665—1679);

Второй брак с Мэри Бауэр (урож. Пирсон) и третий брак с Джейн Ботелер были бездетными.